# Doug Zmolek
Douglas Allan Zmolek (* 3. listopadu 1970 v Rochesteru, Minnesota) je bývalý americký hokejový obránce.

## Hráčská kariéra
Závěrečnou část v juniorské kategorii odehrál za University of Minnesota v NCAA (národní vysokoškolské atletické asociaci) v období 1989–1992. Ještě předtím než nastoupil za University of Minnesota byl v roce 1989 draftován v NHL klubem Minnesota North Stars v prvním kole ze sedmého místa, ale v létě roku 1991 byl ve vyčleňovacím a rozšiřovacím draftu přeřazen do nově vzniklého klubu NHL, San Jose Sharks.
Na začátku ročníku 1992/93 odehrál první zápasy v NHL za Sharks, kde hrával do 19. března 1994, poté byl vyměněn společně s Mikem Lalorem do týmu Dallas Stars za Ulfa Dahléna a volbu v sedmém kole draftu (touto volbou byl draftován Brad Mehalko). Za Stars odehrál necelé tři sezóny, 17. února 1996 byl společně s Shanem Churlaem vyměněni do týmu Los Angeles Kings za Darryla Sydora a volbu v pátém kole draftu (touto volbou byl draftován Ryan Christie). V Los Angeles se dlouho nezabydlel, i když v jeho kariéře to bylo nejdelší působení. 3. září 1998 byl opět vyměněn a to do týmu Chicago Blackhawks za volbu v třetím kole draftu (touto volbou byl draftován český obránce František Kaberle). Po dvou sezónách strávených v Blackhawks podepsal 28. prosince 2000 smlouvu s klubem Chicago Wolves, hrajícím v lize International Hockey League. Za klub odehrál pouhé dva zápasy, poté ukončil kariéru.

## Ocenění a úspěchy
- 1992 WCHA - Druhý All-Star Tým
- 1992 NCAA - Druhý All-American Tým

## Prvenství
- Debut v NHL - 8. října 1992 (San Jose Sharks proti Winnipeg Jets)
- První gól v NHL - 5. listopadu 1992 (San Jose Sharks proti Buffalo Sabres, kanadskému brankáři Tom Draper)
- První asistence v NHL - 23. října 1992 (Buffalo Sabres proti San Jose Sharks)

## Klubové statistiky
| Sezóna       | Klub                    | Soutěž       |     | Základní část | Základní část | Základní část | Základní část | Základní část |   | Play off | Play off | Play off | Play off | Play off |
| Sezóna       | Klub                    | Soutěž       | Z   | G             | A             | B             | TM            | Z             | G | A        | B        | TM       |          |          |
| 1987-1988    | John Marshall Rockets   | USHS         | 27  | 4             | 32            | 36            |               | —             | — | —        | —        | —        |          |          |
| 1988/1989    | John Marshall Rockets   | USHS         | 29  | 17            | 41            | 58            |               | —             | — | —        | —        | —        |          |          |
| 1989/1990    | University of Minnesota | NCAA         | 40  | 1             | 10            | 11            | 52            | —             | — | —        | —        | —        |          |          |
| 1990/1991    | University of Minnesota | NCAA         | 42  | 3             | 15            | 18            | 94            | —             | — | —        | —        | —        |          |          |
| 1991/1992    | University of Minnesota | NCAA         | 44  | 6             | 21            | 27            | 88            | —             | — | —        | —        | —        |          |          |
| 1992/1993    | San Jose Sharks         | NHL          | 84  | 5             | 10            | 15            | 229           | —             | — | —        | —        | —        |          |          |
| 1993/1994    | San Jose Sharks         | NHL          | 68  | 0             | 4             | 4             | 122           | —             | — | —        | —        | —        |          |          |
| 1993/1994    | Dallas Stars            | NHL          | 7   | 1             | 0             | 1             | 11            | 7             | 0 | 1        | 1        | 4        |          |          |
| 1994/1995    | Dallas Stars            | NHL          | 42  | 0             | 5             | 5             | 67            | 5             | 0 | 0        | 0        | 10       |          |          |
| 1995/1996    | Dallas Stars            | NHL          | 42  | 1             | 5             | 6             | 65            | —             | — | —        | —        | —        |          |          |
| 1995/1996    | Los Angeles Kings       | NHL          | 16  | 1             | 0             | 1             | 22            | —             | — | —        | —        | —        |          |          |
| 1996/1997    | Los Angeles Kings       | NHL          | 57  | 1             | 0             | 1             | 116           | —             | — | —        | —        | —        |          |          |
| 1997/1998    | Los Angeles Kings       | NHL          | 46  | 0             | 8             | 8             | 111           | 2             | 0 | 0        | 0        | 2        |          |          |
| 1998/1999    | Chicago Blackhawks      | NHL          | 62  | 0             | 14            | 14            | 102           | —             | — | —        | —        | —        |          |          |
| 1999/2000    | Chicago Blackhawks      | NHL          | 43  | 2             | 7             | 9             | 60            | —             | — | —        | —        | —        |          |          |
| 2000/2001    | Chicago Wolves          | IHL          | 2   | 0             | 0             | 0             | 2             | —             | — | —        | —        | —        |          |          |
| Celkem v NHL | Celkem v NHL            | Celkem v NHL | 467 | 11            | 53            | 64            | 905           | 14            | 0 | 1        | 1        | 16       |          |          |

## Reprezentace
| Rok                       | Tým                       | Soutěž                    | Z | G | A | B | TM |
| ------------------------- | ------------------------- | ------------------------- | - | - | - | - | -- |
| 1990                      | USA                       | MSJ                       | 7 | 0 | 1 | 1 | 2  |
| Juniorská kariéra celkově | Juniorská kariéra celkově | Juniorská kariéra celkově | 7 | 0 | 1 | 1 | 2  |